# 克羅夫特 (加利福尼亞州)
克羅夫特（英語：Croft）是位於美國加利福尼亞州埃爾多拉多縣的一個非建制地區。該地的面積和人口皆未知。

## 地理
克羅夫特的座標為38°34′54″N 120°26′05″W / 38.58167°N 120.43472°W，而該地的平均海拔高度為1377米（即4518英尺）。